# 明建神社

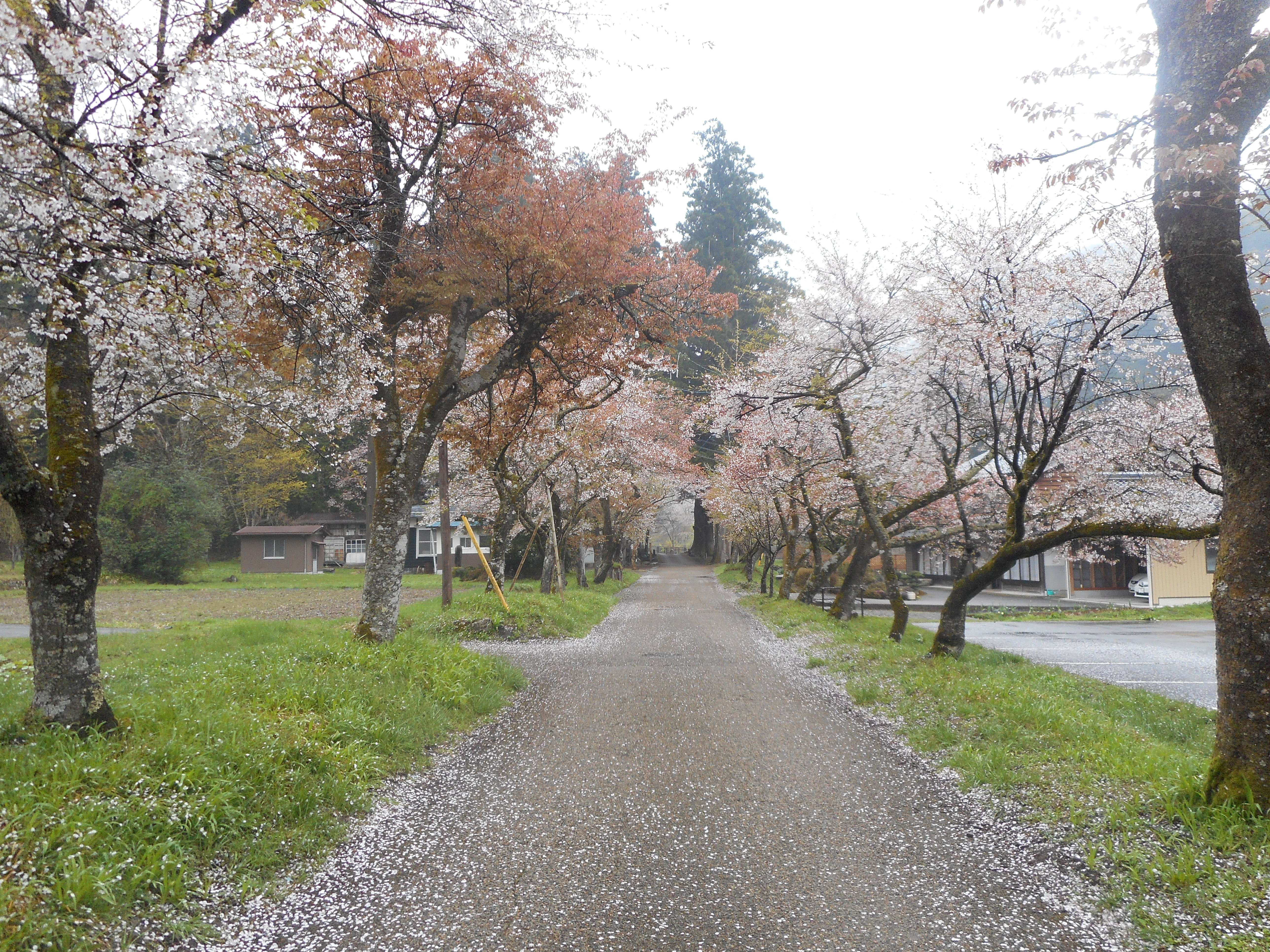
明建神社の桜並木

明建神社（みょうけんじんじゃ）は、岐阜県郡上市（旧郡上郡大和町）にある神社である。
古今伝授の里フィールドミュージアムに隣接する。
約250mの参道には、樹齢300年以上の杉（神迎え杉、神帰り杉など）と、約120本の山桜の桜並木がある。社叢は県天然記念物に指定されている。桜並木は「ぎふ・水と緑環境百選」「飛騨・美濃さくら三十三選」に選定されている。

## 沿革
承久3年（1221年）、承久の乱の戦功により、東胤行（東氏）は美濃国山田荘（現・郡上市）を新たに所領する。胤行は山田荘阿千葉（現・郡上市大和町剣）を本拠地にしたさい、本家の千葉氏の氏神である妙見菩薩を勧請し、妙見宮を築いたのが始まりという。
鎌倉時代末期（1310年頃）、東氏村により篠脇城が築城されると、妙見宮は現在地に移転する（一説には参道は篠脇城の馬場跡という）。東氏は古今伝授の家であり、妙見宮で古今伝授の講義が行なわれることもあったという。文明3年（1471年）、東常縁が連歌師宗祇に古今伝授の講義を行なったという記録がある。別当寺として尊星王院があったが、斎藤妙椿が篠脇城を落とした際に兵火に遭って焼失したという。その後東氏が復興したものの、同氏が没落した後の歴史は定かでない。一説では朝倉氏の篠脇城攻めで廃絶したという。寺跡からは鎌倉時代の骨壺が発見されており、旧大和町が文化財に指定した。
天文10年（1541年）、東氏が本拠地を篠脇城から赤谷山城へ移転し、篠脇城は廃城とされたが、妙見宮は移転されなかった。その後、この地を治める歴代領主により保護されたという。
明治時代初期の神仏分離令により明建神社に改称し、祭神を国常立尊にする。しかし祭神の変更は表向きのことであり、現在も神体は妙見菩薩である。明治6年（1873年）郷社となる。
現在の社殿は、享保7年（1722年）の再建である。

## 祭神
- 国常立尊

神仏分離令による表向きの変更。実際の神体は妙見菩薩である。

## 主な行事・祭礼
- 七日祭り

8月7日に行なわれる。奉納される「神踊り」の神前の舞、杵振りの舞、獅子起しの舞などは、室町時代の田楽が伝承されている。夜には、薪能の「薪能くるす桜」が行なわれる。岐阜県重要無形民俗文化財に指定されている。

## 所在地
- 岐阜県郡上市大和町牧
古今伝授の里フィールドミュージアムに隣接

## 交通
- 長良川鉄道越美南線徳永駅より徒歩約30分
- 国道156号徳永交差点を東へ、岐阜県道318号寒水徳永線沿い